# Bok (Bobonaro)
Bok (Hok) ist ein osttimoresischer Ort im Suco Bobonaro (Verwaltungsamt Bobonaro, Gemeinde Bobonaro). Die kleine Siedlung liegt im Nordwesten der Aldeia Tuluata, auf einem Bergrücken, mit einer Meereshöhe von 537 m. Nordwestlich schließt sich das Dorf Kulumba an. Südlich fällt ein Tal steil herab. Östlich fließt der Fluss Loumea.